# جان لیمبرت
جان لیمبرت (به انگلیسی: John Limbert) متولد واشنگتن دی سی، دیپلمات آمریکایی است. وی دستیار معاون وزیر امور خارجه آمریکا و مسئول میز ایران در این وزارتخانه، سفیر سابق آمریکا در موریتانی، و از گروگان‌های حبس شده در تصرف سفارت آمریکا در تهران در ۱۳ آبان ۱۳۵۸ است.

## زندگی
جان لیمبرت متولد واشنگتن دی سی است. او از دانشگاه هاروارد در زمینه تاریخ و مطالعات خاورمیانه دکترا دارد. وی در سال ۱۹۶۲ برای اولین بار و در زمانی که والدینش برای نمایندگی ایالات متحده آمریکا برای توسعه بین‌المللی کار می‌کردند به ایران سفر کرد. لیمبرت قبل از این‌که به وزرات امور خارجه آمریکا بپیوندد در حد فاصل سال‌های ۱۹۶۴ تا ۱۹۶۶ به عنوان داوطلب در سپاه صلح در ایران بود. او مدتی نیز در دانشگاه شیراز تدریس نمود.
لیمبرت در سال ۱۹۷۳ به وزارت امور خارجه آمریکا پیوست و در الجزایر، جیبوتی، ایران، عربستان و امارات متحده عربی خدمت کرد. وی آخرین دیپلمات آمریکایی در سفارت این کشور در تهران بود که در جریان تسخیر سفارت، به دست دانشجویان به گروگان گرفته شد. وی در سال‌های ۲۰۰۰ تا ۲۰۰۳ سفیر آمریکا در موریتانی بود.
او هم‌اکنون استاد علوم سیاسی آکادمی نیروی دریایی آمریکا است.

## شیراز
لیمبرت در سال ۱۹۶۸ در دانشگاه شیراز مشغول به تدریس شد. او میهمان مؤسسه خاورشناسی آسیا (زیر نظر دکتر فرهنگ مهر و آرتور پوپ) بود و مدت ۴ سال در شیراز اقامت کرد. لیمبرت همسری ایرانی با نام پروانه طیب زاده دارد و به زبان فارسی مسلط است.
لیمبرت از سالیان خود در شیراز (و سکونت خود در کوچه دژبان خیابان زند) به عنوان بهترین سال‌های خود در ایران نام می‌برد. او شاگرد ریچارد فرای بود (فرای استاد مشاور او بود).

## گروگان‌گیری سفارت آمریکا
لیمبرت، گروگان‌گیری آمریکاییان را «یک کار زشت» می‌داند، و گروگان‌گیرها را به «عابد و زاهد مسلمان‌ها» (گربهٔ پس از توبه) در موش و گربه نوشتهٔ عبید زاکانی تشبیه کرده‌است.
وی در خاطراتش بازنده تصرف سفارت آمریکا را نه آمریکاییان که خود مردم ایران می‌داند. او هم‌چنین به معصومه ابتکار، یکی از دست‌اندرکاران ماجرای گروگان‌گیری گفته که «انقلاب خوبی داشتین، اما خرابش کردین».

## آثار
- ایران، در نزاع با تاریخ(۱۹۸۷) (به انگلیسی: Iran: At War with History).
- شیراز در عصر حافظ: جلال یک شهر پارسی (به انگلیسی: Shiraz in the Age of Hafez: The Glory of a Medieval Persian City)انتشارات دانشگاه واشینگتن. شابک ‎۰−۲۹۵−۹۸۳۹۱−۴